# Droit de la chasse en France
Pour les articles homonymes, voir Droit de chasse.

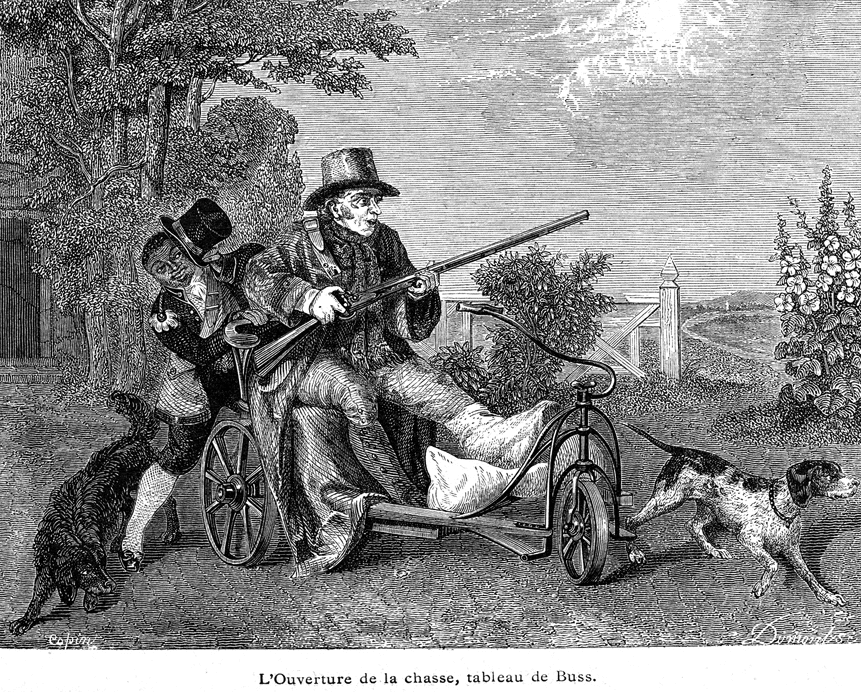
L'Ouverture de la chasse, peinture de Buss reproduite en estampe dans Les Musées chez soi.

En droit français contemporain, la chasse est définie (par la loi dite « Verdeille ») comme « tout acte volontaire lié à la recherche, à la poursuite ou à l'attente du gibier ayant pour but ou pour résultat la capture ou la mort de celui-ci. »
Le droit de chasse impose aussi des devoirs et engage de plus en plus à mettre en œuvre certaines mesures de protection ou de gestion de l'environnement. Dans ce but, le législateur et l'administration ont en France :
- instauré la notion de territoire de chasse et de plan de chasse ;
- fixé des périodes et certaines conditions à la chasse ;
- prévu que les chasseurs (via une redevance notamment) contribuent à une gestion pérenne des populations de gibier,
- encadré la vente des produits de la chasse ;
- imposé un permis de chasse et une réglementation de la chasse.

## Émergence d'un droit de la chasse en France au Moyen Âge
Ce droit semble avoir beaucoup évolué selon les lieux et les périodes du Moyen Âge.
Les contrevenants sont sévèrement punis. Avant le XVIIe siècle, la « braconnerie » est relativement tolérée : les études archéologiques des fosses à déchets montrent que les paysans chassaient le cerf et le chevreuil à l'arc ou le sanglier piégé dans des fosses.
De manière générale, plus le temps passe et plus la population grandit, plus le grand gibier semble avoir été plutôt réservé ou exclusivement réservé aux seigneurs.

Les religieux qui possédaient souvent de vastes espaces forestiers et cultivés avaient aussi ce privilège de chasse. À titre d'exemple, le moine Abélard (1079-1142) nommé supérieur d'une abbaye bretonne (Abbaye Saint-Gildas de Rhuys) s'indigne de la vie de ses moines qui passent plus de temps à la chasse qu'à la prière : 

« Les portes de l’abbaye n’étaient ornées que de pieds de biche, d’ours, de sanglier, trophées sanglants de leur chasse. Les moines ne se réveillaient qu'au son du cor et des chiens de meute aboyant. Ils étaient cruels et sans frein dans leur licence,. »

## Histoire du droit de la chasse en France durant laRenaissance
Pour les XVe et XVIe siècles, les archives nationales ont conservé divers textes (plusieurs dizaines d'ordonnances, édits et déclarations publiés de 1318 à 1669 (et notamment rassemblés par l'agronome Jacques Joseph Baudrillart en 1821), réglementant la chasse depuis le début du XIVe siècle, tous concernant peu ou prou les privilèges de la monarchie en matière de chasse et la protection des territoires de chasse royaux contre le braconnage.
On cite généralement comme étapes importantes : 
- une ordonnance de Charles VI de 1396, qui met fin à plusieurs siècles de relative tolérance de la chasse pour les roturiers (qui bénéficiaient du droit coutumier), mais en continuant à autoriser la chasse pour les gens d'Église et les bourgeois vivant de leur rente.

« Que dorénavant aucun noble de notre royaume, s’il n’est privilégié ou s'il n’a aveu ou expresse commission d’une personne qui la puisse donner, ou s’il n’est personne d'Église, ou bourgeois vivant de ses possessions et rentes, ne s’enhardisse de chasser, ni de tendre aux bêtes grosses ou menues, ni aux oiseaux, en garenne ou au dehors, ni de tenir pour ce faire, chiens, furets, cordes, lacs, filets ou autres harnais. »

— Extrait de l’ordonnance du 10 janvier 1396
 Les droits des seigneurs comportent alors deux limites ; Il leur est interdit, sauf permission royale, de chasser le cerf et la biche ou de chasser à moins d’une lieue des « plaisirs du roi ».
- une ordonnance royale de François Ier de mars 1515, portant règlement général des chasses et des forêts, complétée par l'ordonnance d'août 1533, aout 1547, avril 1548, décembre 1581 ; Ces textes rappellent qu'à part les nobles, personne n'a le droit de chasser les « grosses bêtes » et il formalisent sévèrement l'interdiction pour tous et chacun de chasser tout gibier et de quelque manière que ce soit dans les forêts, buissons ou garennes royales, sauf muni d'une autorisation donnée par lettres-patentes. Il est en outre alors strictement interdit de posséder des armes à feu, arc et flèche, arquebuse, arbalète, ainsi qu'engins, filets et autres pièges pour prendre le gibier, à moins de deux lieues des terrains de chasses royales ; Le privilège du roi est élargi à certains de ses sujets (Princes, Seigneurs, Gentilshommes… qui sont autorisés à chasser sur leurs propres terres et à les protéger ainsi que fait le roi sur ses chasses royales. Les non-nobles n'ont pas le droit de chasser « En quoi faisant, aussi perdent leur temps qu'ils devraient employer à leurs labourages, arts méchaniques ou autres » précise l’introduction de l'ordonnance[6]… même sur les terres qu'ils occupent — sauf comme rabatteurs ou collaborateurs au service du roi ou de leur seigneur, ou muni d'une autorisation royale, sous peine de confiscation des engins de chasse, du gibier et d'une amende arbitraire.
- une ordonnance de Henri IV de juin 1601 sur le fait des chasses ; Cet édit confirme l'amende et promet le fouet pour la première infraction, le fouet et le bannissement après la première récidive, puis les galères et la confiscation des biens à la seconde récidive, et enfin la peine de mort à la troisième récidive, mais introduit aussi une notion de protection du gibier ainsi que des récoltes (les loups et prédateurs sont partout poursuivis par les chasses ou les battues organisées par les lieutenant de louvetiers, et là où il n'y a pas de chasse, les sangliers plus nombreux ou d'autres animaux peuvent faire des dégâts dans les cultures, ainsi d'ailleurs que le passage des chasses se plaignent les paysans ; cet édit précise (et cela restera en vigueur jusqu'en 1790) que l'instruction et le jugement des délits de chasse sont du ressort des Maîtrises des Eaux et Forêts (sauf quand le délit est commis sur les terres des Justiciers). Dans tous les cas les faits de braconnage sur cerf ou biche demeurent de la compétence des Maîtrises des Eaux et Forêts. De manière générale, les garde-chasse n'ont pas le droit au fusil. Les lieutenants de louveterie ont un grand pouvoir. Les moines et religieux peuvent chasser eux-mêmes sur leurs propres terres.
- une ordonnance de Henri IV de juillet 1607 est éditée 6 ans après la précédente, plus sévère en raison d'abus constatés dans les forêts royales, le port d'armes, arquebuses notamment y est plus largement et plus sévèrement réprimé (peut-être également en raison des guerres de Religion) ; 
Le seigneur haut-justicier a ce droit dans l'étendue de sa haute-justice, le seigneur local dans sa seigneurie. Les roturiers n'ont pas ce droit sauf s'ils ont acheté un fief, une seigneurie ou une haute-justice (ordonnance sur les eaux et forêts de 1669). 
Les seigneurs ecclésiastiques, les dames hautes-justicières, les nobles âgés sont tenus de faire chasser afin de réduire le surplus de gibier nuisible aux cultures (ordonnance de juillet 1701). Ce droit seigneurial, justifié par l'entraînement militaire que le roi exige de ses nobles, n'est pas toujours exclusif : à certaines périodes, des bourgeois ou hobereaux anoblis peuvent chasser ; les habitants des provinces annexées conservent le privilège du droit de chasse ; les provinces frontalières gardent leur permis de port d'arme pour aider l'État en cas d'invasion et ont également le droit de chasse[7]. 
Curieusement ces ordonnances n'évoquent pas ou peu la louveterie, responsable des « huées » et battues aux loups [8].

## Histoire du droit de la chasse sous l'Ancien Régime
Sous l'Ancien Régime, la chasse reste un plaisir de gentilhomme et un privilège seigneurial.
Depuis le haut Moyen Âge, les rois sont réputés être de grands chasseurs. Ils entretiennent des équipages importants. Être admis aux chasses du roi est un des plus grands honneurs de la Cour.
Pour permettre l'existence du gibier sans se l'approprier, il est interdit de moissonner avant la Saint-Jean, d'enlever les chardons, d'enclore une parcelle par des murs les terres. Il faut planter des haies d'« épines » auprès des forêts royales. Il est interdit de détruire les lapins sauf sous la direction des agents des eaux et forêts (les « capitaineries »). 
- Afin de protéger le travail des paysans et les récoltes, les chasseurs ne doivent pas passer dans les terres ensemencées et lorsque les céréales sont en "tuyaux". Les vignes sont interdites de chasse du 1er mai jusqu'aux vendanges. Mais ces interdictions sont peu observées. Le droit de chasse est alors un des plus haïs par les paysans.
- une ordonnance de Louis XIV reprécise en 1659 l'interdiction du port d'arme à ceux qui ne sont pas dûment autorisés à chasser[10] ;
- Une Ordonnance de Louis XIV « sur le fait des Eaux et Forêts », considérée comme l'ancêtre de l'actuel code forestier, écrite par le secrétaire d'État Colbert pour le roi du 16 août 1669 conserve dans un chapitre XXX intitulé « des Chasses » (qui comprend 41 articles) un régime de punitions sévères pour ceux qui braconneraient sur les terres royales, mais en supprimant la peine de mort par pendaison et en développant un chapitre sur la destruction des animaux nuisibles en réponse aux protestations des paysans qui voyaient des espèces-gibier détruire une partie de leur récolte sans avoir le droit de les chasser, alors que les loups, ours, lynx et autres prédateurs jouaient moins leur rôle de prédateur. Cette ordonnance précise les modes de chasse autorisés, confirme la réglementation antérieure pour tout ce qui n'est pas contraire aux dispositions de cette ordonnance. Plusieurs versions d'un Code des chasses seront éditées, ainsi qu'une jurisprudence qui évoluera avec le temps[9]. Une disposition sera ressentie par les non-nobles comme particulièrement injuste jusqu'à la révolution ; les Hauts-Justiciers peuvent, à titre personnel, chasser sur toute l'étendue de leur juridiction même sur des terres ne leur appartenant pas et sévèrement punir tout acte de chasse sur leurs terres, alors que l'article XXVIII du titre XXX fait :

« Défenses aux marchands, artisans, bourgeois et habitants des villes, bourgs, paroisses, villages et hameaux, paysans et roturiers de quelque état & qualité qu'ils soient, non possédans fiefs, Seigneurie & haute-Justice, de chasser en quelque lieu, force et manière, & sur quelque gibier de poil ou de plume que ce puisse être, à peine de cent livres d'amende pour la première fois, du double pour la seconde, & pour la troisième d'être attachez trois heures au carcan du lieu de leur résidence à jour de marché, & bannis durant trois années du ressort de la Maïtrise, sans que pour quelque cause que ce soit, les juges puissent remettre ou modérer la peine à peine d'interdiction. et le texte de l'ordonnance motive ainsi sa sévérité : Nos Rois en défendant la chasse aux roturiers, ont eu en vue de bannir du Royaume l'oisiveté qu’ordinairement elle engendre, lorsqu'ils s'y addonnent, & qu'ils en font leur principale occupation. »

L'Ordonnance cite à l'appui Horace, Cicéron et Virgile (Géorgiques) selon lesquels les paysans passaient beaucoup de temps à la chasse.

## Libéralisation à la Révolution
Le droit de chasse fut l'un des privilèges abolis par la Révolution française. 
La « démocratisation » du droit de chasse à la Révolution a entraîné une chasse généralisée, parfois avec l'accord tacite des propriétaires qui considéraient le gibier comme nuisible aux cultures, à une époque où la notion de protection des espèces et des équilibres naturels n'existait pas ou peu : la Révolution a été suivie d'une vague d'extermination du gibier,. Napoléon Ier décide alors en 1810 de juguler cette extermination en mettant en place des « passeports de chasse » et « permis de chasse », ce qui rend la démocratisation du droit de chasse rampante et développe le braconnage au XIXe siècle.

## Droit contemporain de la chasse en France

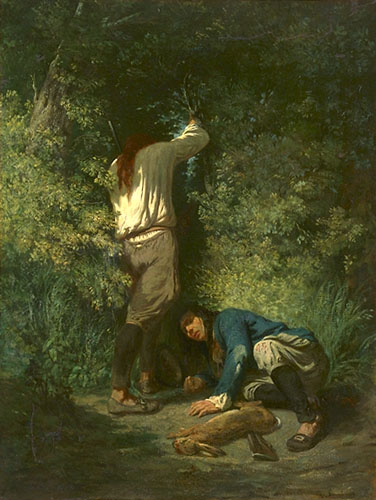
Évariste-Vital Luminais, Retour de chasse, vers 1861, musée des beaux-arts de Quimper.

La liberté de chasser est restée très liée au droit de propriété (depuis la Révolution française. Ce n'est pas pour autant un droit fondamental[réf. nécessaire], ni au sens de la jurisprudence française[réf. nécessaire], ni au sens de la Convention européenne des droits de l'homme[réf. nécessaire].
De par le droit local en vigueur en Alsace et en Moselle depuis 1918, une réglementation spécifique s'applique dans ces trois départements.
L'ordonnance Pétain, du 28 juin 1941, publiée au JO le 30 juillet 1941, crée les sociétés départementales des chasseurs, qui deviennent à la Libération, par arrêté du 15 novembre 1945, les fédérations départementales des chasseurs.
Le 3 mai 1844, le Parlement français adopte une loi qui constitue encore, à l'heure actuelle, le fondement de l'organisation de la chasse dans son ensemble,.
La loi du 10 juillet 1964, dite « loi Verdeille » modifie le droit de chasse en France en créant des ACCA (associations communales de chasse agréées, qui à partir de 2013 peuvent aussi être créées par union ou par fusion) et AICA (associations intercommunales de chasse agréées) qui obligent les propriétaires de terrain de moins de 20 hectares à y adhérer et permet de chasser sur leur territoire sans leur consentement. Cette loi a été une première fois condamnée par le tribunal de grande instance de Périgueux comme étant contraire à la Convention européenne des droits de l'homme. Cette jurisprudence indiqua qu'il fallait instaurer un droit de non-chasse dans certaines réserves naturelles.
La législation reconnaît aussi des « établissements professionnels de chasse à caractère commercial ».
Les préoccupations relatives à la protection de la nature se développant depuis les années 1970, la nécessité de sauvegarde de l'environnement, patrimoine naturel s'est renforcée. Une nouvelle formule de permis de chasse est instituée en 1976.
Après la condamnation de la France par la Cour européenne des droits de l'homme (CEDH) dans son arrêt Chassagnou c/ France du 29 avril 1999, le législateur français reconnaît un droit de non-chasse. C'est ce qu'introduit la loi du 26 juillet 2000 relative à la chasse. Cette loi reprend la formulation de la Cour, qui fondait sa décision sur les convictions personnelles opposées à la pratique de la chasse de chacun (référence indirecte à la liberté de penser). La loi exige également que la chasse s'exerce dans des conditions compatibles avec les usages non appropriatifs de la nature et du respect du droit de propriété (article L.420-1 du Code de l'environnement). Cette dernière disposition a été supprimée par la suite (loi du 30 juillet 2003).

### La «loi chasse» (2012)
La dernière loi chasse est la loi no 2012-325 « portant diverses dispositions d'ordre cynégétique ». Préparée à partir de 2011, elle est promulguée le 7 mars 2012.
Elle met à jour le droit français de la chasse en confiant aux chasseur un rôle en matière de gestion de la biodiversité ; et aux fédérations départementales des chasseurs un rôle en matière d’information et d’éducation au développement durable en matière de préservation de la faune sauvage et de ses habitats ainsi qu’en matière de gestion de la biodiversité.
Elle reconnaît les fédérations interdépartementales (comme la fédération interdépartementale des chasseurs d'Ile-de-France « FICIF » qui associe les départements de Paris, des Yvelines, de l'Essonne, des Hauts-de-Seine, de la Seine-Saint-Denis, du Val-de-Marne et du Val-d'Oise) pour « participer à la mise en valeur du patrimoine cynégétique des sept départements et à la protection et à la gestion de la faune sauvage ainsi que de ses habitats ».
Elle modifie les dispositions relatives aux associations communales de chasse agréées (ACCA) pour permettre aux nouveaux propriétaires de parcelles incluses dans le territoire de l’ACCA d’adhérer à ces associations.
Elle permet au préfet (sur proposition de la fédération départementale ou interdépartementale des chasseurs) d'imposer au propriétaire d’un territoire un prélèvement d’un nombre déterminé d’animaux dans une zone non chassée causant des « dégâts de gibier » ; elle étend le champ de la première validation annuelle du permis de chasser à tout le territoire français.
Elle renforce l'indemnisation d'agriculteurs victimes de dégâts de gibier et encourage la mise en place de mesures de prévention par les fédérations de chasseurs et leurs adhérents.
Elle renforce en Guyane « la sanction réprimant une infraction aggravée de chasse dans le cœur d’un parc national ou dans une réserve naturelle ».

### Territoire de chasse

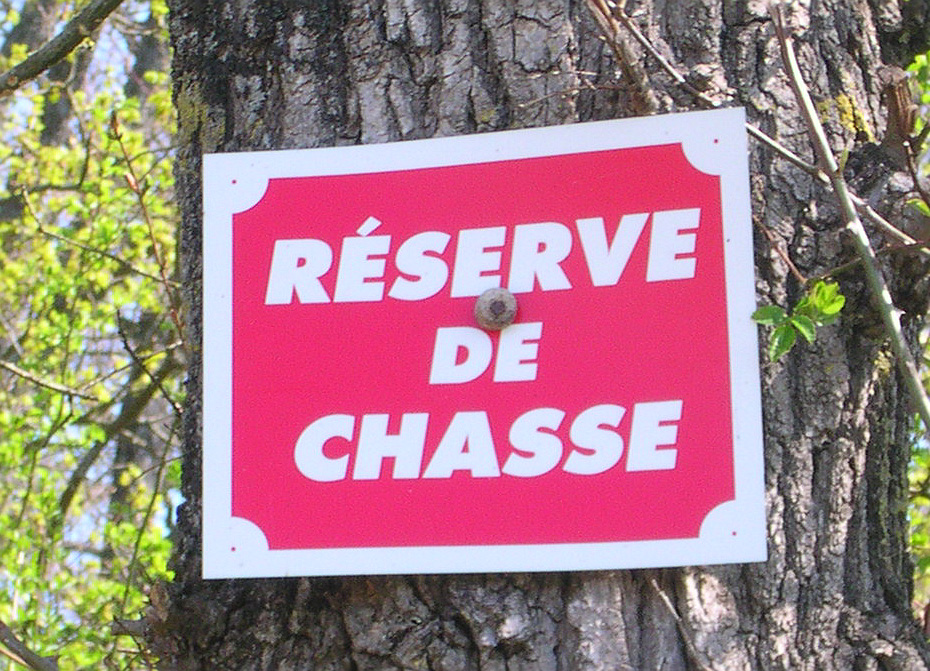
Panneau signalant la présence d'une réserve de chasse.

Cette notion présente dans la loi Verdeille visait une meilleure organisation de la chasse par la création de territoires de chasse suffisamment importants.
Cette loi différencie le droit de chasse et le droit de propriété. Cette différenciation résulte de la volonté que la chasse reste une activité accessible à tous.
Cette loi a créé les associations communales et intercommunales de chasse agréées (ACCA et AICCA), obligatoires dans 28 départements (avec alors une seule association par commune) et facultative dans les autres. Dans ce dernier cas, il faut l'accord de 60 % des propriétaires regroupant 60 % du terrain communal pour créer une ACCA. 
Ces associations ont pour objet de favoriser le développement du gibier, la destruction des animaux dits « nuisibles », la répression du braconnage et l'« éducation cynégétique » de leurs membres. Leur gouvernance est régie par la loi du 1er juillet 1901 sur les associations. Leur agrément est donné par le préfet de département.
Seuls pouvaient s'opposer à l'intégration de leur territoire dans le territoire de l'association les propriétaires de plus de 20 hectares, cas de la grande majorité (ceux qui n'en faisaient pas la demande ou dont le terrain avait une superficie inférieure se voyaient donc dans l'obligation de laisser les chasseurs pénétrer sur leur terrain afin de chasser et devaient obligatoirement adhérer à l'association). Cette disposition a été supprimée par la loi du 26 juillet 2000.
De nombreuses requêtes ont été déposées contre ces dispositions devant la Cour européenne des droits de l'homme.[réf. souhaitée] La Cour a condamné la France en estimant que cette loi portait atteinte à la liberté d'association (qui prévoit également le droit pour toute personne de ne pas s'associer), au principe de non-discrimination et au droit de propriété.[citation nécessaire]
La loi du 26 juillet 2000 prévoit aujourd'hui que les ACCA et AICCA sont créées pour 5 ans et que les terrains dont les propriétaires ont manifesté leur opposition à la chasse par conviction personnelle ne sont pas intégrés dans le territoire de l'association. Ainsi, cette loi a instauré un « droit de non-chasse » (articles L.420-2 et suivants du Code de l'environnement). Ce droit suit une procédure spéciale : 
- Le propriétaire doit adresser une lettre avec accusé de réception au préfet, qui doit contenir :
  - une déclaration d'opposition à l'exercice de la chasse au nom de ses convictions personnelles (aucune justification n'étant exigée), par laquelle il renonce à la pratique de la chasse sur l'ensemble des terrains qui lui appartiennent (même si certains n'intéressent pas l'ACCA dont il dépend, car hors de la commune) ;
  - un titre de propriété (voire un droit d'usage pour l'affermage) : seul le propriétaire a un droit de chasse (à l'exclusion des locataires), il est donc le seul à pouvoir avoir un droit de non-chasse ;
  - un plan de la situation de sa propriété et un plan du cadastre.
- Le préfet statue dans les 6 mois suivant la demande (lorsque le dossier est complet).

Le propriétaire, lorsque la demande est acceptée, est alors tenu à certaines obligations et interdictions : 
- obligation de placer l'ensemble de ses terrains chassables sur le territoire de l'ACCA intéressée en tant que « droit de non-chasse » ;
- interdiction de demander un permis de chasse ;
- obligation de procéder à la signalisation de ses terrains par des panneaux informant de ce droit de non-chasse ;
- interdiction de considérer le passage des chiens courants sur ses terrains comme un acte de chasse ;
- obligation de procéder ou faire procéder à la destruction des nuisibles et à la régulation des espèces présentes sur son fonds qui vont occasionner des dégâts.

Ainsi, un propriétaire s'était plaint de la dévastation de ses cultures par des sangliers ; ceux-ci avaient été sortis des réserves de chasse par les chasseurs pratiquant un agrainage (appâts à l'aide de nourriture). Dans son arrêt du 18 septembre 2003, la 2e chambre civile de la Cour de cassation, bien qu'ayant rendu pour partie responsable la fédération de chasse, a également reconnu la responsabilité du propriétaire, qui s'était réservé le droit de chasse (le droit de non-chasse entraînant ainsi de facto la responsabilité du propriétaire en cas de dégâts causés par des animaux nuisibles).

### Périodes de chasse

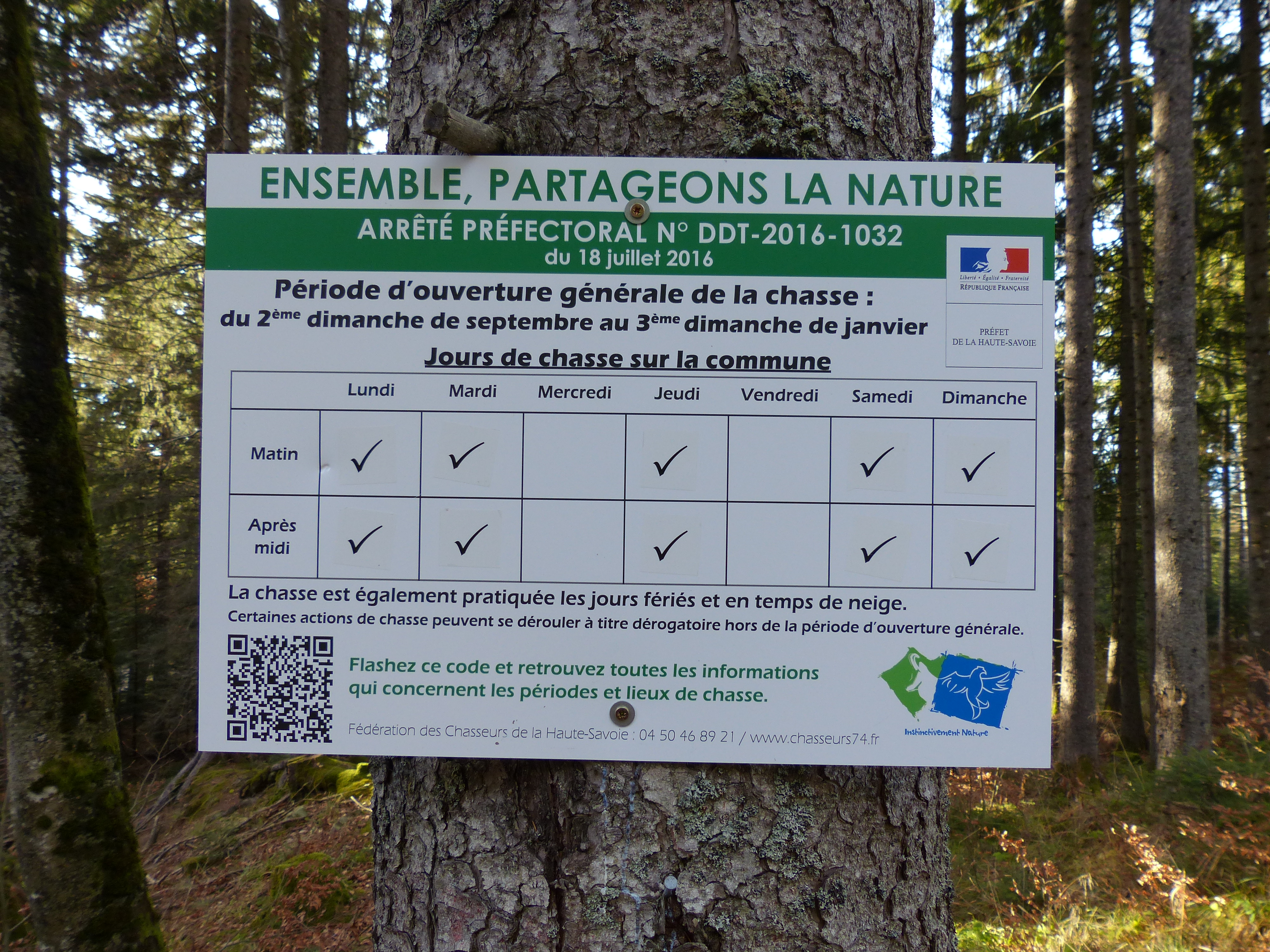
Affichage en forêt de la période d'ouverture générale de la chasse.

Les différentes périodes de chasse sont données dans une liste éditée par le préfet de chaque département. Pour chaque espèce, il y a une ouverture et une fermeture c'est-à-dire une date à partir de laquelle on peut chasser ce gibier et une date à laquelle la chasse pour ce type de gibier est terminée, interdite. Ces périodes de chasse peuvent changer d'une année à l'autre selon les conditions de la faune. Les périodes de chasse peuvent aussi être perturbées par le temps (neige, orage…) mais dans tous les cas c'est le préfet qui décide de ces conditions.
Le « jour sans chasse » national introduit en France en juillet 2000, fixé au mercredi à l'époque, a été abrogé en juillet 2003.

### Encadrement de la vente de venaisons

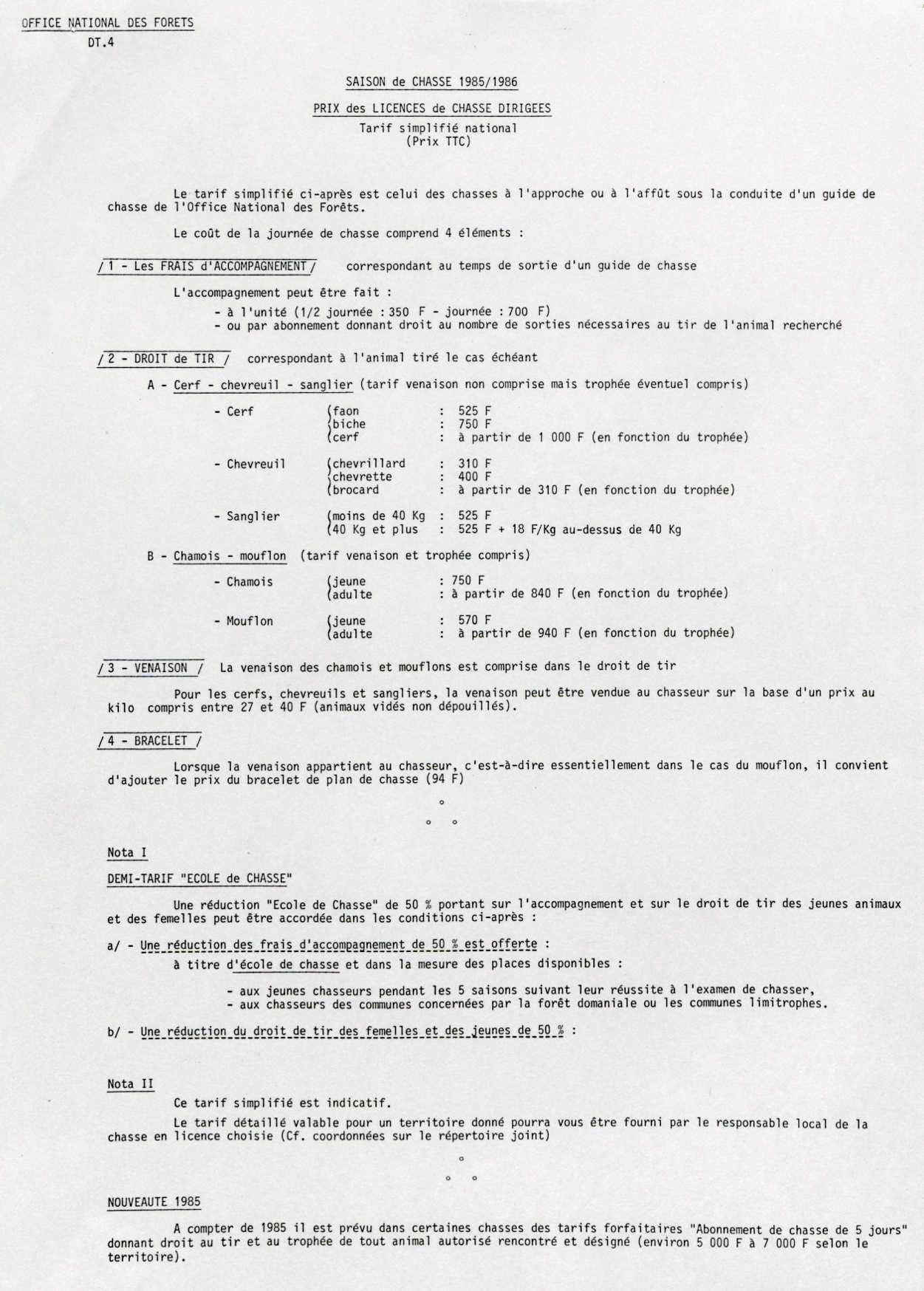
Prix des licences de chasse dite « dirigée » de l’ONF (Archives nationales).

La vente de gibier de plume se fait rare[réf. nécessaire], notamment pour la bécasse dont le colportage est interdit depuis 1978.
Pour des raisons d'hygiène, de traçabilité et de sécurité alimentaire, les règlements communautaires ont aussi apporté l'interdiction de la vente du gibier « en peau », mettant fin aux étalages de perdreaux alignés, ou à la gigue de chevreuil entière exposée en devanture de traiteurs.

### Permis de chasser
Toute personne souhaitant aujourd'hui chasser doit posséder un permis de chasser validé par une fédération départementale de chasseurs. Les lois de décembre 1974 et mai 1975 ont institué un examen préalable, organisé par l’État, avec depuis 1978, la participation préalable obligatoire à deux journées de formation puis la réussite d'un examen théorique et d'un examen pratique, organisés par l'OFB avec le soutien des fédérations départementales des chasseurs, auprès desquelles les candidats doivent s'inscrire.
Le permis est refusé ou sa validation est retirée (cet effet cesse cinq ans après expiration de la peine dans les cas 2 et 3 ci-dessous) quand il concerne :
- « tout individu qui, par une condamnation judiciaire, a été privé de l'un ou de plusieurs des droits énumérés à l'article 131-26 du code pénal » ;
- « tout condamné à un emprisonnement de plus de six mois pour rébellion ou violence envers les agents de l'autorité publique » ;
- « tout condamné pour délit de fabrication, débit, distribution de poudre, armes et autres munitions de guerre ; de menaces écrites ou de menaces verbales avec ordre ou sous condition ».

#### L'examen théorique
Après une journée obligatoire de formation et d'entraînement (examen blanc), les candidats se présentent à l'examen. Il se présente sous la forme de 21 questions à choix multiples, dont 2 éliminatoires, sur des sujets relevant des pratiques de chasse, de la réglementation, de la cynophilie, des espèces animales et de la sécurité. Le candidat doit obtenir un minimum de 16 bonnes réponses, et ne faillir à aucune des questions éliminatoires.

#### L'examen pratique
En cas de réussite à l'examen théorique et après une journée obligatoire de formation et d'entraînement, les candidats doivent réussir l'examen pratique. Il se déroule en trois parties. Le candidat est jugé essentiellement sur le respect des règles de sécurité :
- parcours de chasse simulé avec tir à blanc.

Le candidat effectue un parcours muni de son fusil à canon lisse et de quelques cartouches chargées à blanc. Des plateaux d'argile colorés ou non lui sont lancés et il doit prendre la décision de tirer si les conditions de sécurité (habitation, haie, distances…) sont respectées et si l'espèce peut être chassée (couleur du plateau). Durant le parcours, le candidat doit également franchir des obstacles (fossé, clôture) en toute sécurité (déchargement de l'arme).
- tir à plomb sur plateaux d'argiles en situations, maniement et transport de l'arme.

Si le candidat n'a pas été éliminé à l'étape précédente, il passe une épreuve avec des cartouches chargées de grenaille de plomb, dans des situations rappelant celles de la chasse. Des plateaux, colorés ou non, représentant des espèces protégées ou chassables, sont envoyés en champ libre ou en direction d'obstacles éliminatoires (silhouettes, habitation…). Le candidat doit choisir de tirer ou non. Il n'est pas jugé sur la qualité du tir. Il doit vérifier l'état de son arme avant de la recharger, puis terminer par un démontage complet et une mise en situation de transport en véhicule, dans le respect de la réglementation.
- tir à l'arme rayée sur cible mouvante (balles en plastique).

Le candidat est mis en situation d'une chasse en groupe, en battue. Il est posté, équipé d'une carabine de chasse à canon rayé et de deux balles à ogive en plastique. Il est jugé sur le strict respect des règles de sécurité concernant le chargement/déchargement de l'arme (orientation des canons, assurance), le tir à proprement parler (angles et distance de tir) et la sûreté d'une manière générale (vêtement fluorescent, signalement verbal au groupe…).
L'examen pratique est également noté sur 21 points
En cas de réussite lors de ces deux épreuves, le candidat se voit remettre son permis de chasser, valable à vie. Il devra cependant, pour pouvoir chasser (même sur sa propriété), le valider annuellement dans une fédération de chasseurs départementale. La validation implique le paiement d'une « redevance cynégétique », variable selon les départements et le type de validation choisie (petit et/ou grand gibier, chasse départementale ou nationale).

### Taxes ou redevances
La gestion de la chasse et de la faune sauvage et de ses éventuels dégâts sur l'agriculture a un coût. 
La législation prévoit que chaque chasseur y contribue en s'acquittant d'une taxe annuelle (« redevance cynégétique nationale ou départementale ») pour que sont permis de chasse soit validé pour l’année en cours.
Le montant des redevances cynégétiques est fixé chaque année par un arrêté publié au Journal officiel : 
- redevance cynégétique nationale annuelle : 216,63 euros,
- redevance cynégétique nationale temporaire pour 9 jours : 129,53 euros,
- redevance cynégétique nationale temporaire pour 3 jours : 64,65 euros,
- redevance cynégétique départementale annuelle : 42,42 euros,
- redevance cynégétique départementale temporaire pour 9 jours : 25,69 euros,
- redevance cynégétique départementale temporaire pour 3 jours : 16,73 euros.

Pour la première validation du permis de chasser (« lors de la saison de chasse qui suit l’obtention du titre permanent du permis »), le montant de la redevance est divisé par deux.